# Michał Hertz (kompozytor)
Michał Hertz (ur. 28 września 1844 w Warszawie, zm. 8 stycznia 1918 tamże) – polski kompozytor, dyrygent i pianista.

## Życiorys
Był synem urzędnika Teodora Hertza i Anny z domu Neumark. W dzieciństwie uczył się od matki gry na fortepianie. Początkowo przygotowywał się do zawodu kupca, odbył praktykę bankową we Wrocławiu, następnie pracował w Banku Polskim w Warszawie. Studia muzyczne odbył w warszawskim Instytucie Muzycznym u Ferdinanda Quentina Dulckena i Adama Münchheimera. Następnie kształcił się we Wrocławiu u Karola Mächtiga, w Lipsku u Ignaza Moschelesa, Carla Reineckego, Ernsta Ferdinanda Wenzla i Louisa Plaidy’ego oraz w Monachium u Hansa Richtera i Hansa von Bülowa. 
Od 1870 do 1872 roku był dyrygentem Teatru Polskiego w Poznaniu. Prowadził też chór w szkole rolniczej w podpoznańskim Żabikowie. W 1872 roku wyjechał do Berlina, gdzie objął prowadzenie klasy fortepianu w konserwatorium Juliusa Sterna, jednocześnie kontynuując studia muzyczne pod kierunkiem Friedricha Kiela i Theodora Kullaka. Po powrocie do Warszawy w 1878 roku został wykładowcą w Instytucie Muzycznym oraz Aleksandryjsko-Maryjskim Instytucie Wychowania Panien. Od 1880 roku był wicedyrektorem Warszawskiego Towarzystwa Muzycznego. W latach 1895–1899 i 1899–1900 prowadził sekcję orkiestrową towarzystwa. Występował na koncertach jako dyrygent i pianista, jego gry nie ceniono jednak zbyt wysoko. W latach 1890–1901 był akompaniatorem i korepetytorem solistów Opery Warszawskiej. 
Pisywał recenzje muzyczne do „Kłosów” i „Kuriera Porannego”.

## Życie prywatne
Był dwukrotnie żonaty.

## Twórczość
Za życia kompozytora popularnością cieszyły się jego utwory symfoniczne i muzyka do sztuk teatralnych, opery nie spotkały się jednak z uznaniem widowni. Pieśni Michała Hertza są proste w budowie, przeznaczone do muzykowania domowego lub dla chórów amatorskich, cechują się budową zwrotkową i harmoniką opartą na podstawowych funkcjach. Dominuje w nich tematyka narodowa, a w warstwie melodycznej często występują cytaty z tańców polskich.

## Wybrane kompozycje
(na podstawie materiałów źródłowych)

### Utwory instrumentalne
- Marsz uroczysty C-dur na orkiestrę (ok. 1879)
- Gawot C-dur fortepian (wyd. Warszawa 1887)
- Polacca D-dur na fortepian (wyd. Warszawa 1887)
- Barkarola na fortepian (wyd. Warszawa 1887)
- Scherzo c-moll na fortepian (wyd. Warszawa 1887)
- I walc koncertowy na fortepian (wyd. Warszawa 1889)
- II walc koncertowy As-dur na fortepian (wyd. Warszawa 1889)
- Marsz A-dur na orkiestrę (przed 1900)
- Wielki polonez jubileuszowy A-dur na orkiestrę (przed 1900)
- Une marche villageoise na fortepian (wyd. Warszawa po 1910)
- I sonatina C-dur na fortepian (wyd. Warszawa po 1910)
- II sonatina D-dur na fortepian (wyd. Warszawa po 1910))
- Romanzetta na fortepian (wyd. Warszawa po 1910)
- Thème con variazioni et Finale na kwartet smyczkowy

### Utwory wokalne i wokalno-instrumentalne
- 104 pieśni na głos solo z towarzyszeniem fortepianu (wyd. Lipsk po 1860)
- Ave Maria (ok. 1861; 2. wersja 1895)
- Przyjechał Jasio wyszukać żony, sł. Władysław Syrokomla (1881)
- Pieśni nasze na chór męski (głos solo z towarzyszeniem fortepianu), sł. Aleksander Kraushar (ok. 1890)
- Cześć Wandzie, hymn na 3 głosy z towarzyszeniem orkiestry
- Gołąbka
- Chłopca mego mi zabrałaś, sł. Adam Asnyk
- Paweł i Gaweł, sł. Aleksander Fredro
- Nieżonaty
- Ballada o rycerzu Silentusie, sł. Deotyma
- Dzwony, melodeklamacja, sł. Kornel Ujejski

### Opery
- Gwarkowie (wyst. Warszawa 1880)
- Bogna, córka wygnańca (niewykonana; wyciąg fortepianowy wyd. Lipsk 1900)
- Egmont (nieukończona, zaginęła)

### Balety
- Syrena
- Kwiat paproci

### Muzyka do sztuk teatralnych
- Lekcja śpiewu Feliksa Szobera (wyst. Warszawa 1868)
- Sulamita Bogumiła Aspisa (ok. 1874)
- Szklana góra Zygmunta Sarneckiego (wyst. Kraków 1895)
- Jak wam się podoba W. Szekspira (wyst. Warszawa 1895)
- Turniej Stanisława Kozłowskiego (wyst. Warszawa 1897)
- Taboryci Stanisława Kozłowskiego (ok. 1899)
- Konrad Wallenrod Adama Mickiewicza (wyst. Warszawa 1906)
- Car Samozwaniec Adolfa Nowaczyńskiego (po 1908)
- Koniec Mesjasza Jerzego Żuławskiego
- Sabinki Paula Heysego
- Firduzi Juliana Łętowskiego